# Rhynchosia ovata
Rhynchosia ovata är en ärtväxtart som beskrevs av John Medley Wood och Maurice Smethurst Evans. Rhynchosia ovata ingår i släktet Rhynchosia och familjen ärtväxter. Inga underarter finns listade i Catalogue of Life.